# Alison Van Uytvanck
Alison Van Uytvanck (n. 26 martie 1994, Vilvoorde, Province of Brabant⁠(d), Belgia) este o jucătoare belgiană de tenis. A câștigat cinci titluri de simplu și două titluri de dublu în WTA Tour și două titluri de Challenger Tour la simplu, precum și douăsprezece titluri de simplu și două titluri de dublu pe Circuitul ITF. În august 2018, ea a atins cel mai bun clasament al ei la simplu, locul 37 mondial, iar în mai 2022 locul 66 mondial la dublu.